# マルコ・ラモス
マルコ・ミゲル・ゴンサルヴェス・ラモス（Marco Miguel Gonçalves Ramos, 1983年4月26日 - ）はポルトガルにルーツにルーツを持ち、フランス・オー＝ド＝セーヌ県・ルヴァロワ＝ペレ出身のサッカー選手。

## 経歴
ASモナコのユース出身。フランス生まれだがポルトガル代表への道を選択しU-17ポルトガルでのプレー経験を持つ。

## 所属クラブ
- ASモナコ 2003-2004

→ USクレテイユ＝リュシタノ 2004-2005 (Loan)
- LBシャトールー 2005-2006
- RCランス 2006-2011.1
- SCブラガ 2011.1-2012.7
- AJオセール 2012.7-2014

## タイトル
RCランス
- リーグ・ドゥ (1) : 2008-09